# Jules Soury
Jules Auguste Soury, född den 28 maj 1842 i Paris, död där den 11 augusti 1915, var en fransk författare.
Soury, som var tjänsteman vid Bibliothèque nationale och lärare vid École pratique des hautes études, översatte ett stort antal arbeten av Ernst Haeckel, Oscar Schmidt, Theodor Noeldeke med flera och författade flera arkeologiska, psykologiska och historiska verk: Bréviaire de l'histoire du matérialisme (1881), Les fonctions du cerveau (1886), Le système nerveux central (1899) med flera.